# Inagi
Inagi (japanisch 稲城市, -shi) ist eine Stadt in der japanischen Präfektur Tokio westlich von Tokio.

## Geographie
Inagi liegt westlich von Tokio, nördlich von Machida und östlich von Hachiōji.
Der Fluss Tama fließt durch die Stadt von Nordwesten nach Nordosten.

## Geschichte
Die Stadt wurde im 1. November 1971 gegründet.

## Sehenswürdigkeiten
In Inagi befindet sich der Freizeitpark Yomiuriland mit der Achterbahn Bandit, die zum Zeitpunkt ihrer Fertigstellung die höchste und schnellste der Welt war.

## Verkehr
- Zug:

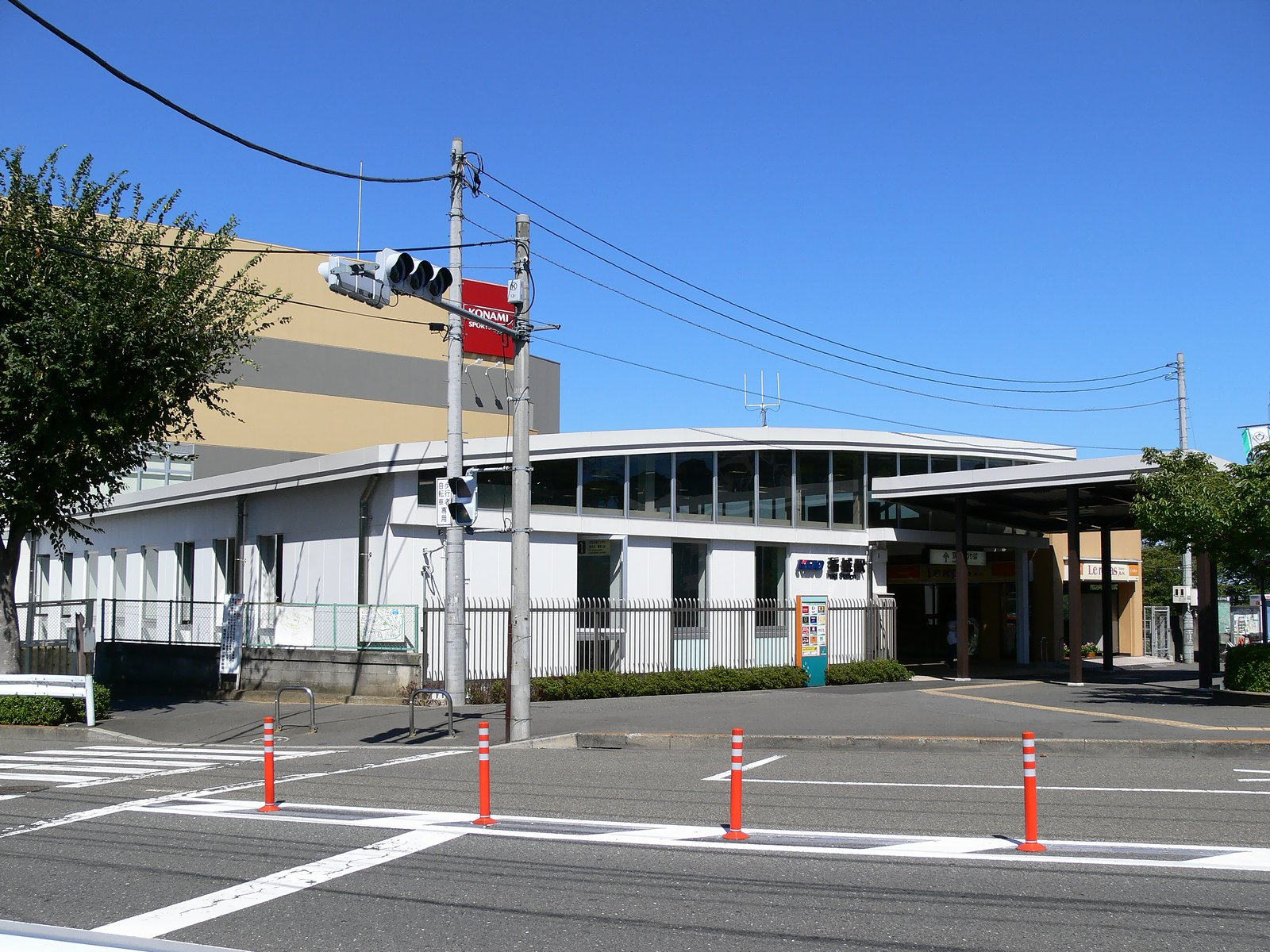
Bahnhof Keiō Inagi

  - Keiō Dentetsu: Keiō Sagamihara-Linie: nach Sagamihara und Shinjuku
  - Odakyū Dentetsu: Odakyū Tama-Linie: nach Tama und Shinjuku
  - JR East: Nambu-Linie: nach Kawasaki und Tachikawa

## Weblinks

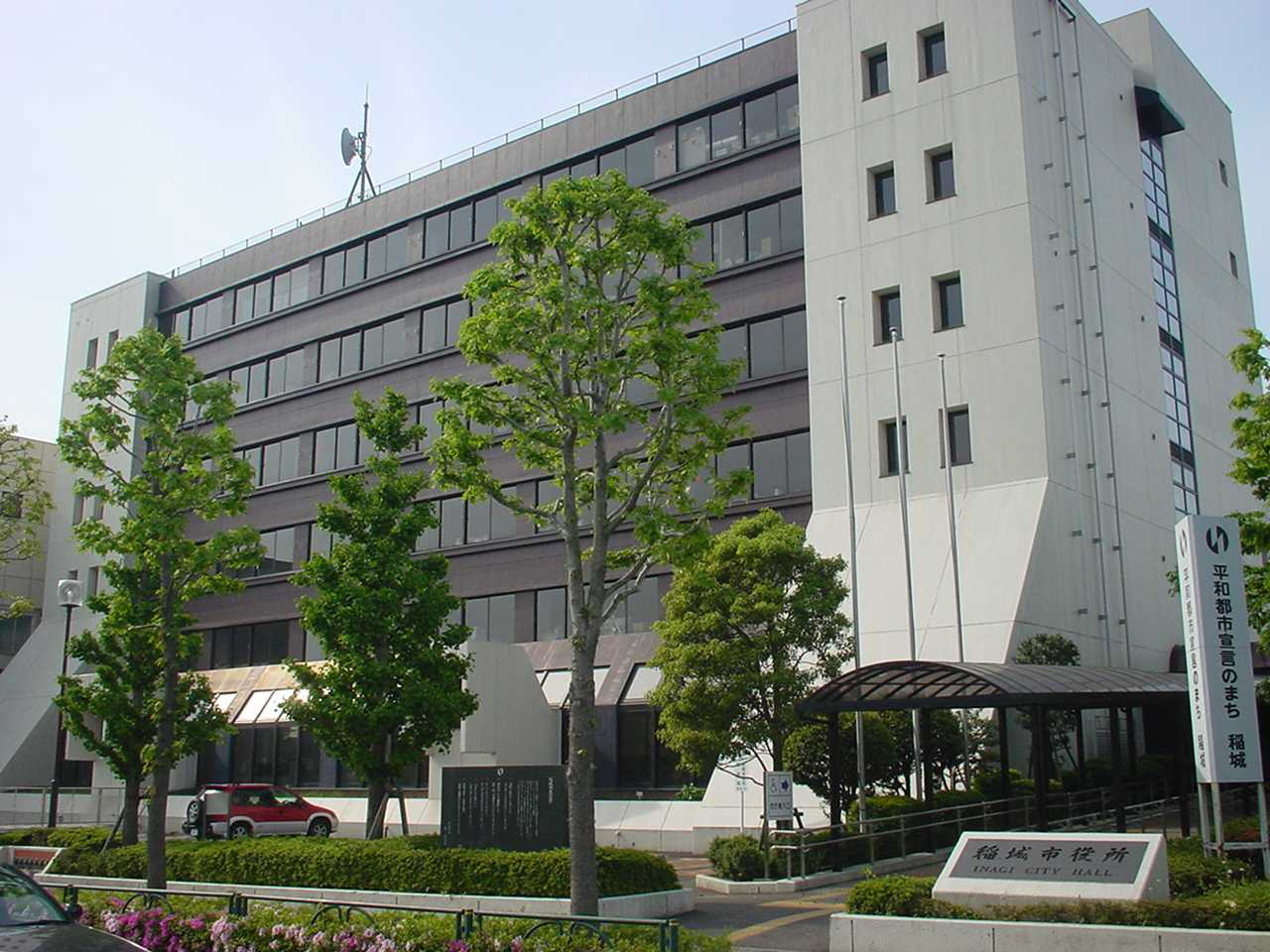
Rathaus von Inagi

## Angrenzende Städte und Gemeinden
- Präfektur Tokio
  - Chōfu
  - Fuchū
  - Tama
- Präfektur Kanagawa
  - Kawasaki

## Persönlichkeiten
- Kubo Misumi (* 1965, 窪美澄), Schriftstellerin
- Wakasa Yūji (* 1996, 輪笠祐士), Fußballspieler